# (92685) Cordellorenz
(92685) Cordellorenz est un astéroïde de la ceinture principale.

## Description
(92685) Cordellorenz est un astéroïde de la ceinture principale. Il fut découvert le 31 août 2000 à l'observatoire Cordell-Lorenz par Douglas Tybor Durig. Il présente une orbite caractérisée par un demi-grand axe de 2,34 UA, une excentricité de 0,19 et une inclinaison de 7,0° par rapport à l'écliptique.

## Compléments